# Distichoceras zeissi
Genre
Distichoceras zeissi est une espèce fossile d'ammonites de la famille des Oppeliidae et de la sous-famille des Distichoceratinae, dans le genre Distichoceras.

## Classification
L'espèce Distichoceras zeissi est décrite en 1958 par le paléontologue français Théobald (1903-1981) et vient de Palente au nord-est de Besançon. 

### Fossiles
Ces fossiles ont été découverts en 1957 à l'occasion de travaux de construction. Ils sont nombreux dans des marnes et calcaires marneux du Callovien reposant en discordance sur la "dalle nacrée" du Bathonien supérieur. Ils se trouvent dans la zone à Peltoceras athleta.

### Étymologie
L'espèce est dédiée au Dr Arnold Zeiss (de), auteur de travaux remarquables sur le Callovien de Blumberg (Bade),.

## Description

### Caractères
« Coquille discoïdale, à ombilic assez étroit (0,24 à 0,29). Tours plus hauts que larges (épaisseur variant de 0,70 à 0,76). Maximum d'épaisseur vers le milieu du tour. Les tours sont tronqués sur le pourtour de l'ombilic bordé par une légère saillie ridée de tubercules.
Il en part des côtes droites, rayonnantes, côtes assez bien marquées sur la partie cloisonnée, plus estompées sur la loge d'habitation. Ces côtes s'enflent légèrement vers le milieu en un tubercule peu marqué. Au-delà de ce point, une dépression court le long du milieu du tour de la partie cloisonnée. Vers l'extérieur, les côtes sont plus effacées ; il en correspond parfois deux à certaines côtes internes de la partie cloisonnée.
Région ventrale tronquée, marquée par une faible carène, bordée par deux rangées de tubercules allongés, tubercules terminant les côtes; Les tubercules, alternant d'un côté à l'autre, sont de forme allongée, parfois pelletés.
Ligne de suture (voir figure). Lobe siphonal aussi profond que large, marqué d'une selle médiane tronquée atteignant le milieu du lobe ; première selle latérale large, subdivisée en deux, la partie externe étant un peu moins longue que la partie interne, la partie externe trifide, la partie interne bifide ; premier lobe latéral plus profond que le lobe siphonal ,trifide ; première selle auxiliaire plus étroite et plus longue que la selle latérale ; 3 lobes auxiliaires et 2 autres selles auxiliaires bien découpées s'alignant sur le premier lobe latéral et la première selle auxiliaire. »

### Affinités
Distichoceras zeissi diffère de D. bicostatum Stahl (= D. bipartitum Zieten) par son ornementation. Selon R. Douvillé (1914), dans D. bicostatum, chaque tubercuke externe reçoit une ou deux côtes flexueuses assez fortes, à concavité assez forte, tournée vers l'avant ne dépassant jamais le milieu des flancs. Au fur et à mesure que la coquille grandit, les côtes simples deviennent de plus en plus rares et chez l'adulte, chaque tubercule reçoit régulièrement deux côtes. Dans le présent exemplaire, les côtes sont bin marquées sur la moitié interne des tours. Enfin, D. bicostatum a des tours à section moins épaisse et un ombilic moins grand que  D. zeissi.
Les tours de Distichoceras zeissi ont sensiblement la même section que D. zieteni Parona et Bonarelli (it) 1894 mais, par rapport au diamètre, les tours de D. zeissi sont moins hauts que ceux de D. zieteni. C'est surtout l'ornementation qui diffère : dans D. zieteni, la région interne du tour est presque lisse, par contre les côtes sont bien marquées dans la moitié externe. Dans D. zeissi, les côtes sont bien marquées dans la moitié intérieure, plus effacées dans la moitié extérieure. La carène ombilicale de D. zieteni est ornée de tubercules nombreux et très menus ; ils sont moins marqués dans D. zeissi, où par contre les côtes se renflent légèrement vers le milieu du tour.
Distichoceras zeissi diffère aussi de D. pas-de-jouense Gérard & Contaut, 1936 par ses tours plus épais et l'ornementation. Dans D. pas-de-jouense, les côtes internes sont serrées et proverses ; dans D. zeissi, elles sont beaucoup plus espacées et rayonnantes. Les côtes sont toujours simples chez D. pas-de-jouense et la chambre d'habitation presque lisse.

## Galerie

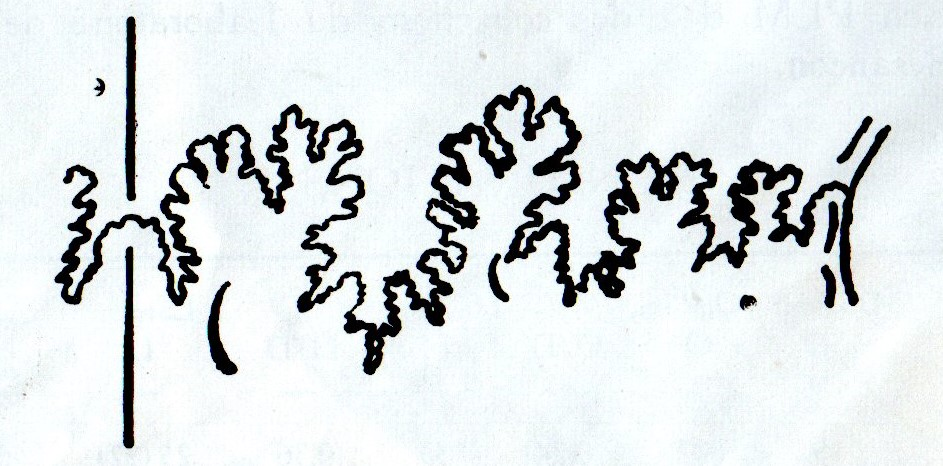
Ligne de suture de Distichoceras zeissi N. Théobald, 1958.
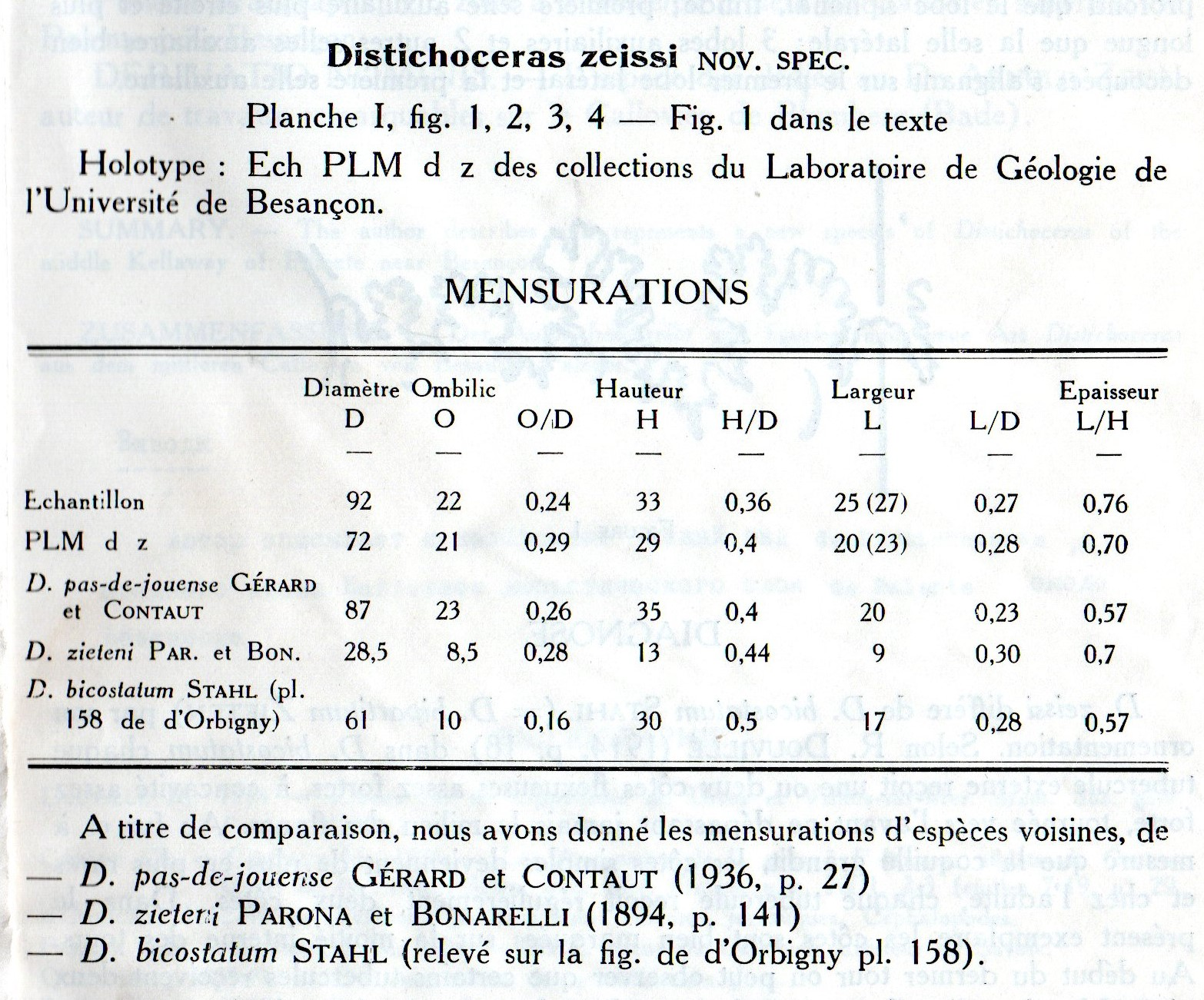
Mensurations de Distichoceras zeissi par N. Théobald, 1958.

### Publication originale
- [1958] Nicolas Théobald, « Distichoceras zeissi n.sp. du Callovien de Palente près Besançon », Annales scientifiques de l'Université de Besançon, 2e série, Géologie 8,‎ 1958, p. 3-7. .